# Com a aigua per a xocolata (novel·la)
Como agua para chocolate és una novel·la romàntica escrita per l'autora mexicana Laura Esquivel i publicada el 1989. És considerada un dels grans èxits de la literatura llatinoamericana i un destacat exemple del realisme màgic, arribant a formar part de la llista de les 100 millors novel·les en espanyol del segle XX segons el periòdic espanyol El Mundo.
Aquesta obra va ser adaptada al cinema el 1992 i també al teatre: a Espanya el 2004, al Teatro Hispano GALA als Estats Units el 2018  i el 2023 es va convertir en un ballet gràcies a la Companyia American Ballet Theatre a Nova York. El 2024, la novel·la va tenir una nova adaptació per a televisió a través del servei de streaming MAX.

## Sinopsi
La història té lloc a Piedras Negras, a Coahuila, Mèxic, durant la Revolució mexicana. La novel·la s'inicia amb el naixement de Tita, la filla menor del matrimoni format per Juan i Elena de la Garza.
Tita neix de manera prematura, immersa en les fragàncies d'una sopa de fideus, farigola, llorer, coriandre, alls, llet calenta i ceba, tot això causat per les llàgrimes que s'escapaven per la cuina. Aquestes llàgrimes es generaven perquè Tita plorava dins de la panxa de la seva mare, bé per les cebes que Mamà Elena picava a la cuina, o bé perquè Tita intuïa el dolor del seu futur.
Sent la més petita, Tita ha de seguir amb la tradició familiar de cuidar la seva mare fins a la seva mort, una tradició que es manté de generació en generació, i que Mamà Elena seguirà fins al final de la seva vida. Així, Tita no pot enamorar-se ni formar una família pròpia. Tanmateix, Tita comença a rebel·lar-se contra aquesta regla en enamorar-se, als catorze anys, de Pedro Muzquiz, el seu veí, durant un sopar de Nadal a la granja
Un any més tard, quan Tita té quinze anys i després de passar la major part de la seva infància a la cuina amb la cuinera de la casa, Nacha, arriba Pedro amb la intenció decidida de demanar-li la mà. Mamà Elena, que vol mantenir la tradició, rebutja la proposta. En lloc d'això, li ofereix la mà de la seva filla Rosaura. Pedro, per sorpresa de tots, accepta casar-se amb ella per estar més a prop de Tita.
Tita, devastada per aquesta que considera una traïció, pensa que Pedro ja no la vol. La seva tristesa és tan profunda que quan prepara el pastís de noces, aconsegueix que els convidats recordin amors passats, fins a provocar el vòmit. Quan Nacha mor, Tita es converteix en la nova cuinera de la casa i, un any després, Pedro la felicita amb un ram de roses. Per evitar que Mamà Elena les rebutgi, Tita prepara una recepta que provoca que Gertrudis senti una calor intensa, la qual la fa fugir de la granja en els braços d'un capità de la Revolució.
Per ordre de Mamà Elena, Rosaura, Pedro i el seu fill Roberto marxa a Sant Antoni (Texas, Estats Units) per allunyar-los de Tita. Aquest adéu és un gran dolor per a Tita, ja que l'estima com si fos el seu propi fill. Pocs dies després, Chencha, la criada de la casa, arriba amb notícies tràgiques: Roberto ha mort. Això fa que Tita senti una ràbia immensa cap a la seva mare, a qui culpa de la mort del nen, i provoca una sèrie de discussions que porten Tita a ser cuidada pel doctor John Brown.
A la casa del doctor, Tita comença a millorar, acompanyada de l'àvia de John, una dona Kikapú que, tot i que no parla, li transmet tranquil·litat amb les olors dels seus tes, recordant-li la seva infància amb Nacha. Més tard, Tita desenvolupa una amistat amb el doctor Brown, qui li expressa el seu afecte. Després de cert temps, Tita torna a casa per cuidar la seva mare fins que aquesta mor. Durant el funeral, Pedro i Rosaura, que està embarassada de la seva futura filla Esperanza, tornen.
John li proposa matrimoni a Tita, però amb el retorn de Pedro, els seus sentiments es confonen. Després d'una nit inesperada de passió amb Pedro, Tita queda embarassada i decideix cancel·lar el compromís amb John. Després d'una visita de Gertrudis, ara generala de la Revolució i casada amb el seu captor, Tita li confessa que està embarassada de Pedro.
Tita s'enfronta amb l'esperit de Mamà Elena, qui la recrimina, però Tita la desafia per primera vegada, confessant-li que sempre l'ha odiat. L'embaràs de Tita resulta ser psicològic, i l'esperit d'Elena desapareix, no sense abans causar un accident que fereix Pedro.
Mentre Tita atén les ferides de Pedro amb remeis naturals, John torna dels Estats Units acompanyat del seu únic parent viu (a més del seu fill Alex), Mary, una dama amable que només parla en anglès. Tita li relata a John la seva història amb Pedro, però ell li garanteix que l'estima igual, independentment de que no sigui verge.
El temps passa i, després de la boda d'Esperanza i Alex, Pedro mor de felicitat en els braços de Tita mentre mantenen una relació. Ella, volent recordar tots els moments viscuts amb Pedro, decideix menjar uns cerillos mentre el ranxo s'incendia. L'incendi dura una setmana, i sota la gruixuda capa de cendres que cobreix la granja, només es troba el llibre de receptes de Tita, el qual és descobert per Esperanza. Quan aquesta mor, ella li lliura el llibre a la seva filla, qui serà la narradora de la història.

## Personatges
Josefita «Tita» de la Garza
Personatge principal i la més petita de tres germanes, Tita neix abans d’hora a la cuina, «empesa al món per un riu de llàgrimes» que inunda tota l’estança. Creix envoltada d’olors d’espècies, sopes, alls i ceba. És criada per Nacha, la cuinera de la família, qui li ensenya la màgia de la cuina i la seva capacitat per transmetre emocions. La cuina es converteix en el seu mitjà d’expressió, fent que qui degusti els seus plats senti des d’una tristesa profunda fins a una passió ardent. Com a filla menor, Tita està subjecta a la tradició familiar que li prohibeix casar-se per cuidar la seva mare, una imposició que coneix des de petita, tot i que no la comprèn plenament.
Pedro Muzquiz
És el coprotagonista de la història i l’amor etern de Tita. La coneix en una reunió social, on li declara el seu amor i és correspost. Quan Mamà Elena rebutja la seva proposta de matrimoni amb Tita, decideix casar-se amb Rosaura, la germana, com a única manera d’estar a prop de Tita. Tot i això, el seu pare, Don Pascual, no entén els motius que el porten a prendre aquesta decisió.
Elena de la Garza
És la mare de Tita, una dona autoritària que educa les seves tres filles amb mà de ferro, però especialment Tita, per ser qui més es rebel·la contra ella. Mamà Elena mai comprèn Tita i li imposa la tradició de quedar-se soltera per cuidar-la fins a la seva mort. Després de morir, es descobreix que Elena també havia tingut un amor frustrat en la seva joventut. Es va enamorar d’un home d’ascendència negra anomenat José Trevinyo, però els seus pares van forçar-la a casar-se amb Juan de la Garza. Malgrat això, Elena continuava veient-se i escrivint-se en secret amb José fins que va quedar embarassada d’ell. Els seus plans per fugir junts es van truncar quan José va ser assassinat per un desconegut, i Elena es va resignar a viure la resta de la seva vida amb Juan.
Rosaura De Muzquiz
Germana gran de Tita, amb qui va tenir una rivalitat des de la infància. No li interessava la cuina i va deixar que Tita s'ocupés d’aquesta tasca. Quan es casa amb Pedro, aquesta rivalitat s'intensifica, ja que es casa amb l’amor de Tita. Rosaura és presentada com una esposa per compromís, gelosa dels sentiments del seu marit cap a la seva germana i amb un caràcter molt orgullós. Es recolza en la severitat de la seva mare envers Tita i sovint utilitza el plor per captar l’atenció del seu espòs. Després de la mort del seu fill gran, Roberto, neix Esperanza. Tita intervé per defensar Esperanza i trencar la tradició familiar que l’obligava a no casar-se per cuidar la seva mare en la vellesa.
Gertrudis
Germanastra de Tita, és filla d’un antic promès de Mamà Elena abans del seu matrimoni amb Juan de la Garza. El seu paper es torna rellevant després de menjar unes Guatlles amb Pètals de Rosa que Tita prepara. Aquest plat desperta en ella un desig ardent que intenta calmar amb un bany d’aigua freda, però l’aroma arriba fins a un soldat de la Revolució, que cavalca fins a ella i la «rapta». Durant un temps viu amb ell, treballa en un prostíbul i, finalment, s'uneix al conflicte armat, on es converteix en General i en la seva esposa.
Nacha
Cuinera de la família, s'encarrega de cuidar Tita quan la seva mare no pot fer-ho, ja que està de dol per la mort del seu espòs. La tracta com si fos la seva pròpia filla, oferint-li consells i afecte fins al dia que mor. Ensenya a Tita els secrets i les virtuts de la cuina, i després de la seva mort, Tita assumeix el rol de cuinera de la família. És ella, juntament amb Gertrudis i Chencha, qui consola Tita durant el casament de Rosaura i Pedro, perquè també va perdre el seu gran amor a causa de Mamà Elena.
John Brown
Doctor vidu i pare d’un fill, coneix Tita després del naixement de Robertito, a qui ella va atendre sola amb la seva germana. Durant el bateig de Roberto, no pot deixar de mirar Tita, fet que no passa desapercebut per Mamà Elena. Quan Tita cau en una greu depressió per la mort del seu nebot, ell és l’únic que aconsegueix convèncer-la d’abandonar el Palomar i portar-la a casa seva. Profundament enamorat d’ella, li explica algunes de les seves teories, basades en els ensenyaments de la seva àvia, una dona indígena coneguda per la família com «La Kikapú», en referència al seu grup ètnic.
Esperanza
Esperanza és filla de Rosaura i Pedro. La seva mare volia que seguís la tradició de quedar-se soltera i cuidar-la fins que morís, però Tita es va oposar i va aconseguir evitar-ho. Esperanza es va casar amb Àlex Brown i van tenir una filla, qui és la narradora de la història.
La Chencha
Una serventa del ranxo, molt tafanera i amb poca educació. És la més jove de les cuineres i va patir un abús per part d'uns bandolers. Finalment, es va casar amb el seu primer promès, que va tornar al poble on ella havia nascut.
Alejandrez
És un home de batalla que, empès per la seva passió, va anar a buscar Gertrudis i la va trobar completament nua. Es va casar amb ella i l'accepta plenament com una dona emancipada en la seva vida.
Treviño
Era guardaespatlles i agent de Gertrudis, a qui estimava.
Alex Brown
És el fill de John Brown i el marit d’Esperanza. Obté un doctorat i marxa amb ella als Estats Units. Estimava Esperanza des que era un nen.
Paquita Lobo
Veïna de la família De la Garza.
Don Pascual Muzquiz
Pare de Pedro Muzquiz.
Pare Ignacio
El rector del poble assisteix a totes les trobades socials.
Mary
És la tia de John, té sordesa i només pot entendre el que li diuen llegint els llavis en anglès. Arriba a Pedres Negres per assistir al casament de John i Tita, moment en què John descobreix la infidelitat de Tita i decideix perdonar-la. Mary queda meravellada per la cuina i l'hospitalitat de Tita.
Roberto
Fill de Pedro i Rosaura. Mor a Sant Antoni, Texas, a causa del seu rebuig als aliments. Únicament havia estat alimentat amb la llet materna de Tita, i no amb la de la seva pròpia mare.

## Capítols
Una característica destacada del llibre és que els capítols porten com a títol receptes emprades a la família de La Garza, combinant les instruccions per elaborar-les amb el desenvolupament de la història. Cada recepta està vinculada a un mes de l'any.
1. Gener: Coques de Nadal.
2. Febrer: Pastís Chabela.
3. Març: Guatlles en Pètals de Rosa.
4. Abril: Mola de Guajolote amb Ametlla i Ajonjolí.
5. Maig: Xoriço del nord.
6. Juny: Massa per a fer fòsfors.
7. Juliol: Brou de Colita de Cap de bestiar.
8. Agost: Champandongo.
9. Setembre: Xocolata i Rosca de Reyes.
10. Octubre: Torrejas de Nates.
11. Novembre: Frijoles grossos amb chile a la Tezcucana.
12. Desembre: Chiles en Nogada.

Como agua para chocolate es va portar al cinema el 1992, dirigida per Alfonso Arau i amb les interpretacions de Lumi Cavazos, Marco Leonardi, Regina Torné, Pilar Aranda i Farnesio de Bernal. Va rebre 10 premis Ariel de l'Acadèmia Mexicana d'Arts i Ciències Cinematogràfiques, incloent els de Millor Pel·lícula, Millor Direcció, Millor Guió Cinematogràfic i Millor Actriu.

A finals del 2024, es llançarà una nova versió, aquesta vegada en format televisiu, dirigida per Julián de Tavira i Ana Lorena Pérez Ríos, i amb les interpretacions d'Irene Azuela, Azul Guaita, Andrea Chaparro, Ángeles Cruz, Ana Valeria Becerril, Ari Brickman i Louis David Homé.